# Kim Jong-song
Kim Jong-song (Tokio, 23 april 1964) is een voormalig Noord-Koreaans voetballer.

## Carrière
Kim Jong-song speelde tussen 1987 en 1998 voor Zainichi Korean Shukyudan, Júbilo Iwata en Consadole Sapporo.